# Траутнер, Петер
Peter Trautner (нем. Peter Trautner 8 ноября 1951 г. Эссен -  23 марта 2017 г.) — немецкий художник и скульптор.

## Жизнь и творчество
Родился в семье с богатыми культурными, в первую очередь музыкальными, традициями. Получил начальное школьное образование в Эссене, затем, в связи с многочисленными переездами семьи, учился в гимназиях в Дорстене, Эссене и Хемере. Петер Траутнер сменил множество профессий, был слесарем, водителем грузовика, почтальоном, рабочим в дортмундском зоопарке. Прошёл альтернативную военной службу при евангелической церкви в Дортмунде. В университете Зигена изучал социологию, но курс не закончил. Во время университетского обучения начал самоучкой изучать живопись. Первые выставки работ Траутнера прошли в различных кафе и ресторанах Западной Германии. Политически художник был лево-ориентирован. на выборах 2000 года в земле Северный Рейн-Вестфалия выставлял свою кандидатуру от партии Демократического социализма, но не набрал достаточного для избрания количества голосов.
Как уже указывалось выше, Петер Траутнер в своём творчестве развивался как самоучка, основываясь как на опыте как современных ему художников, так и на истории живописи минувших эпох и классического искусства прошлого. В Зигене влияние на его работы оказали художник Уве Пипер и живописец и педагог Вилли Кемпер. Занимался оформлением фасадов зданий и настенной живописью в различных регионах Германии.
Позднее в Унне Траутнер входит в контакт с местной группой художников и художником по стеклу Вильгельмом Бушульте и в 1981 году создаёт с ним в Унне новый художественный союз «UN-art». В составе этой группы художник участвует в различных выставках в Италии, Венгрии и в Нидерландах. В этот же период он начинает работать также в области скульптуры и пластики. В 1996 году Траутнер участвует в Symposium M в Изерлоне, где приобретает навыки литья скульптур из бронзы. Скульптор создаёт две фигуры Икара в образе женщин, как дань женской эмансипации. К этому же периоду относятся его 25 объектов из серии «Прекрасные гнёзда», представляющие собой искуссно выполненные домики для птиц.
Другой областью искусства, интересовавшей художника, было создание миниатюр, для которых он использовал самые различные материалы. Траутнер искал новые формы современной миниатюры, как в графике, так и произведённой из дерева и картона, украшенной яркими красками живописи. Новым его открытием было использование и новое оформление фигур для игральных карт для создания новых произведений. Помимо художественных миниатюр художник много работает над различными «небесными» существами. Он создаёт фигуры крылатых существ — ангелов, Икаров, драконов из бронзы, стекла, дерева, картона и других материалов.

## Персональные выставки (избранное)
- 1981: музей Хеллвег, Унна
- 1990: галерея E. van Kempen, Эйндховен (Нидерланды)
- 2004: выставка CulinaDo, Дортмунд
- 2005: 4 скульптуры в городском центре города Унна (4 Plastiken im öffentlichen Raum)
- 2006: Сельский ангел, Унна-Хеммерде
- 2007: Миниатюры, Медиенгалерея, Берлин
- 2010: Ангелы, Косфельд
- 2012: Университетская и земельная библиотеки, Мюнстер

## Групповые выставки (избранное)
- 1985: Вилла Ратгеб, Абано Терме, Италия (группа художников UN-art)
- 1992: Фиера деи Фиори, Песция, Италия (группа художников UN-art)
- 1999: Ökumenta, экологическая выставка, Хамм (Вестфалия)
- 2003: 50 JA, Музей искусств и истории искусств, Дортмунд
- 2009: Быть человеком, капелла Культурного форума, Вальтроп
- 2010: Базоннале, Веймар
- 2010: Триеннале «Знак времени» (Zeitzeichen-Zeitgleich (BBK), 2007 Унна, 2010 Фрёнденберг
- 2010: Unprojekte, Architekturforum Essen
- 2011: галерея Ункель, Виллах (Австрия)
- 2012: «Либерти Сент-Хелиер», Арт-хаус, Джерси (Великобритания)
- 2013: монастырь Ведингхаузен, Арнсберг
- 2014: ретро-галерея, Вена (Австрия).

## Галерея

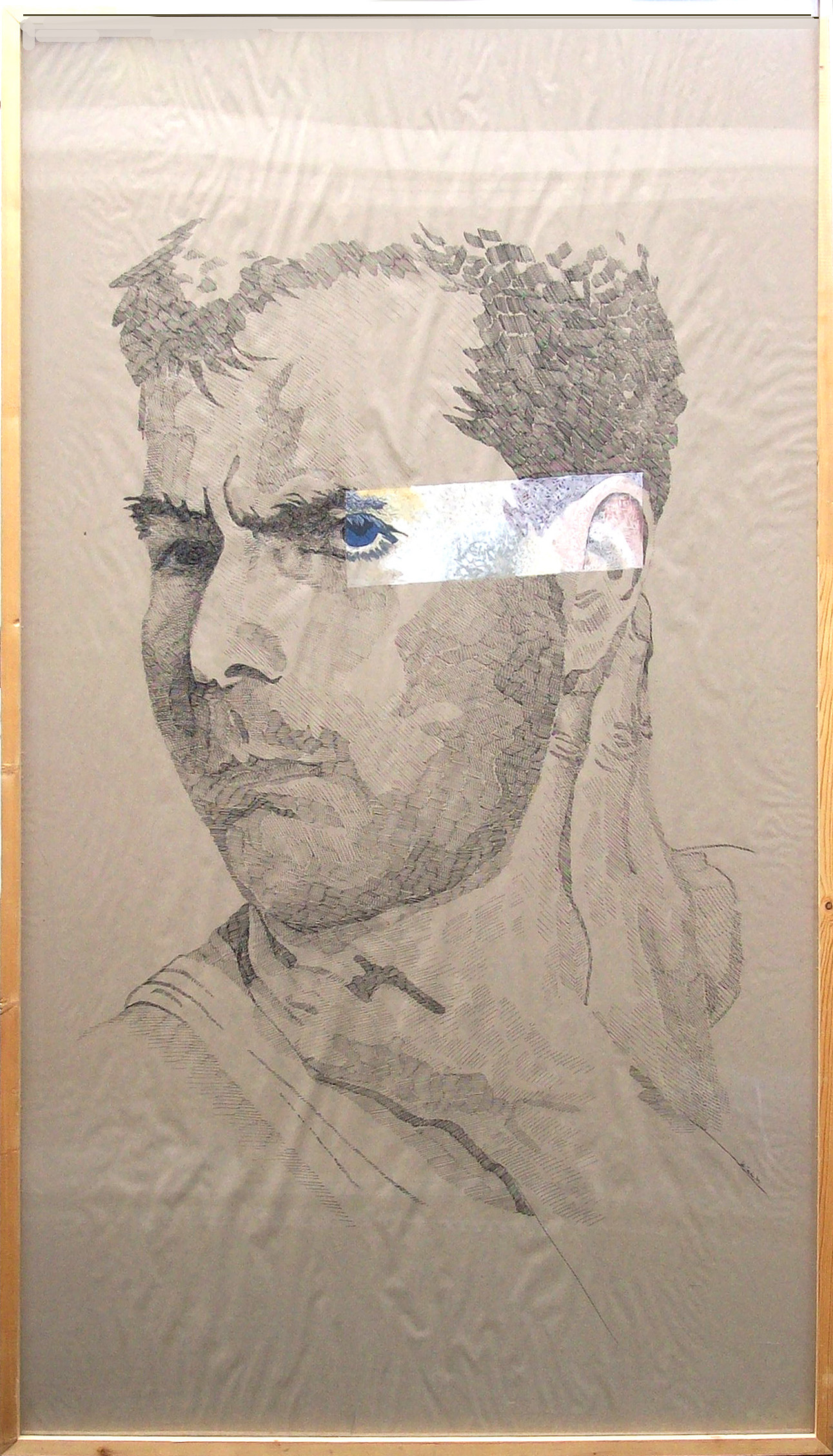
Актёр с больным горлом (бумага, тушь)
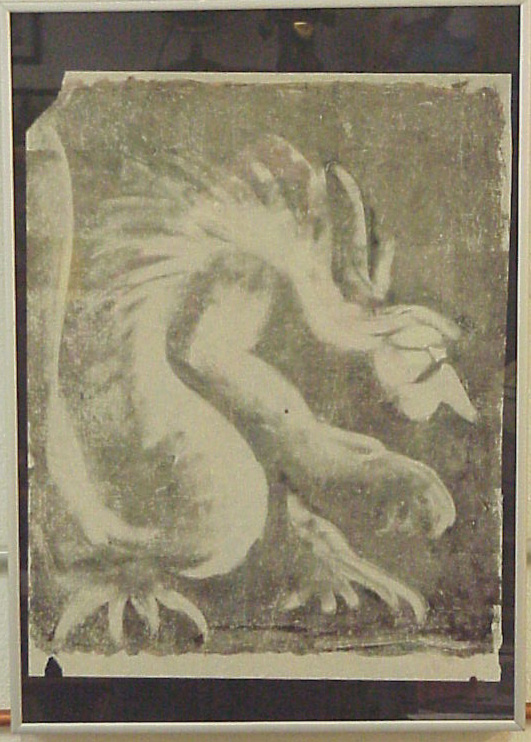
Дракон (2000, миниатюра на стекле)
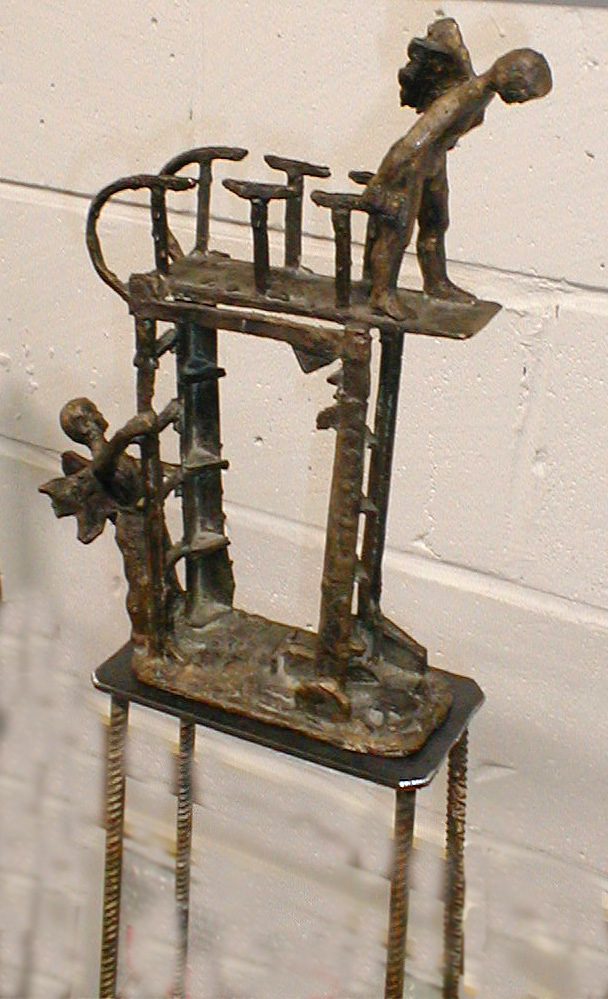
Два Икара на трамплине
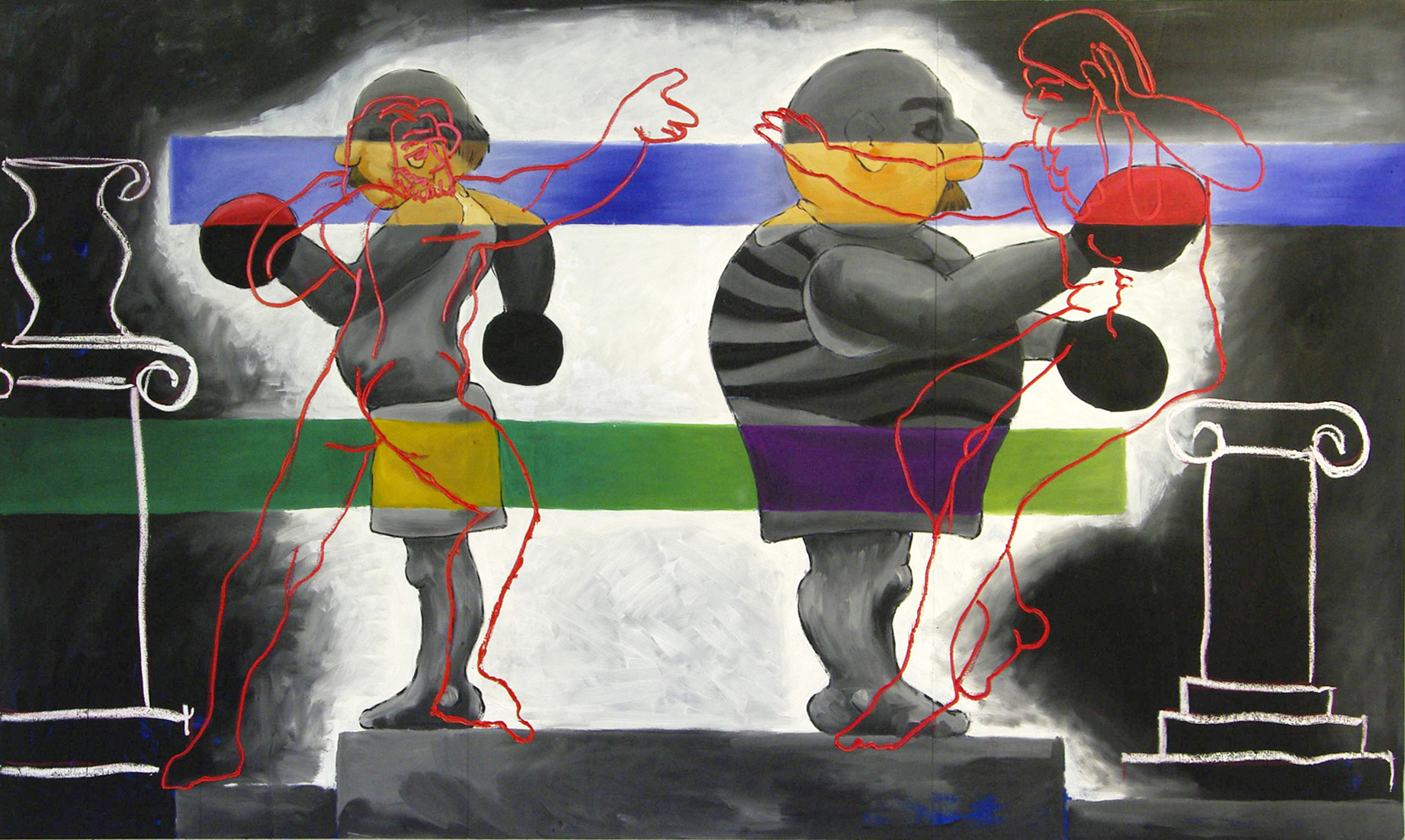
Боксёры (дерево, акрил)
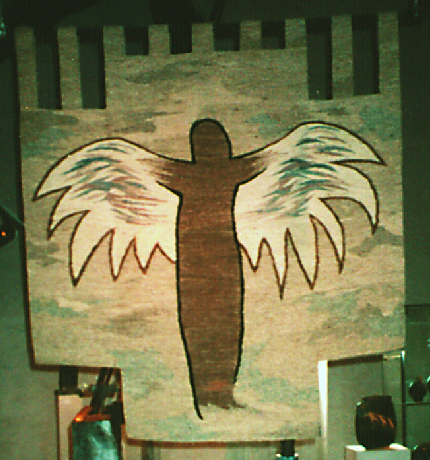
Ковёр Чёрный ангел
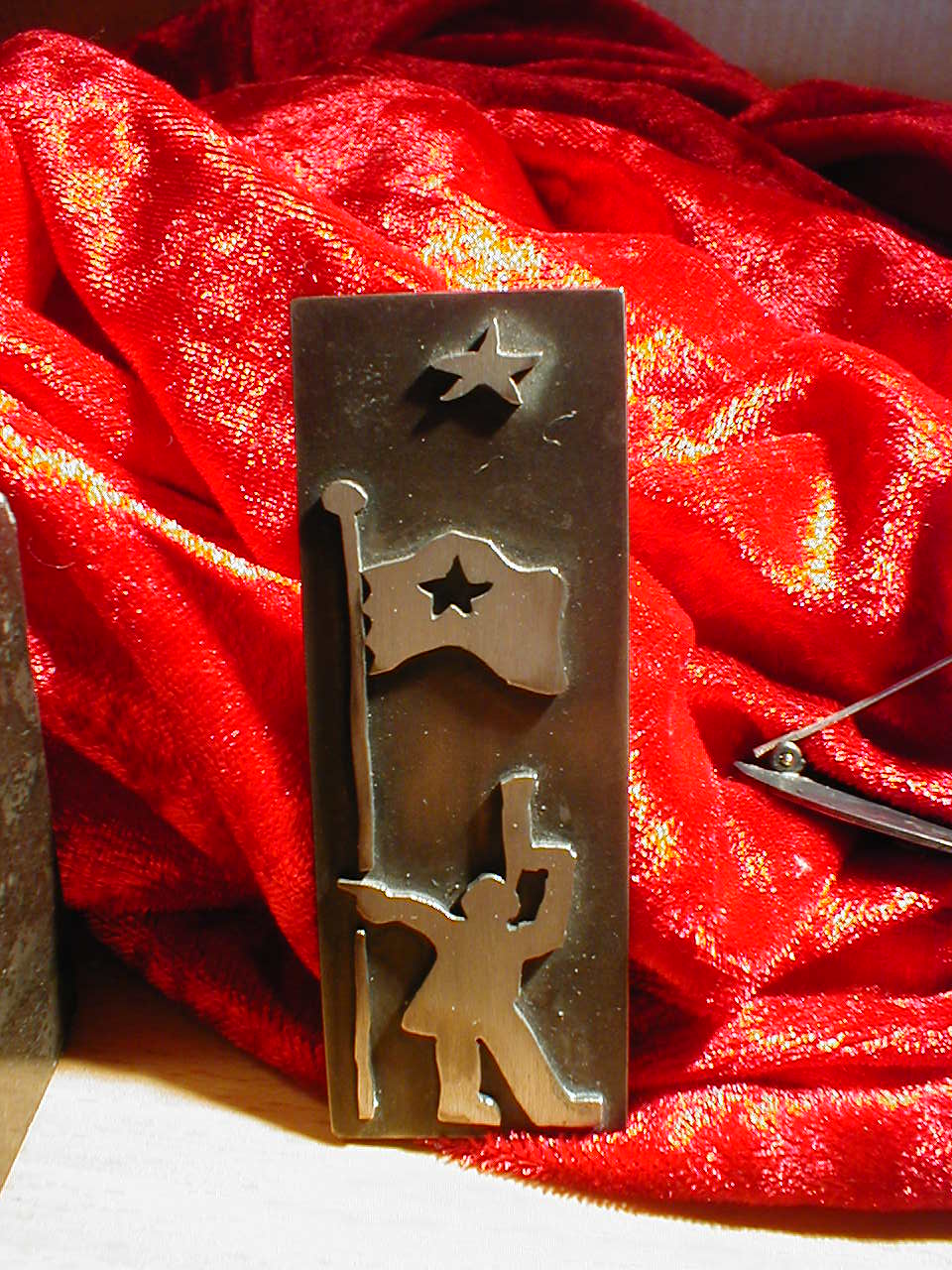
Серебряная брошь Звездочёт
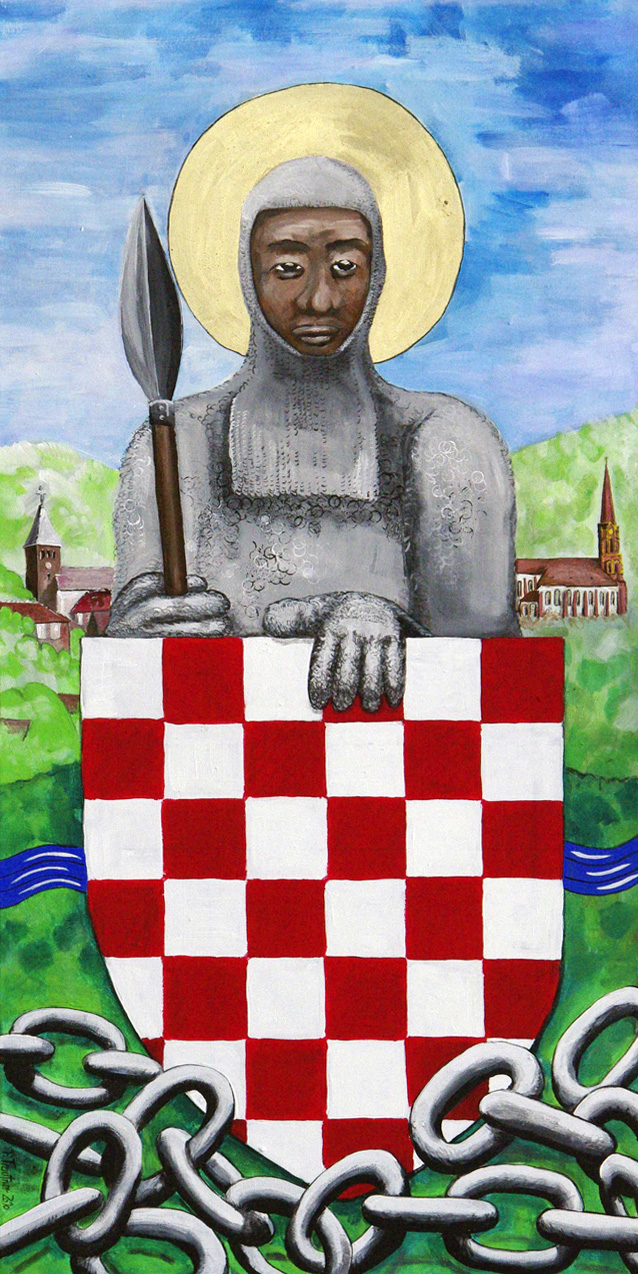
Святой Маврикий
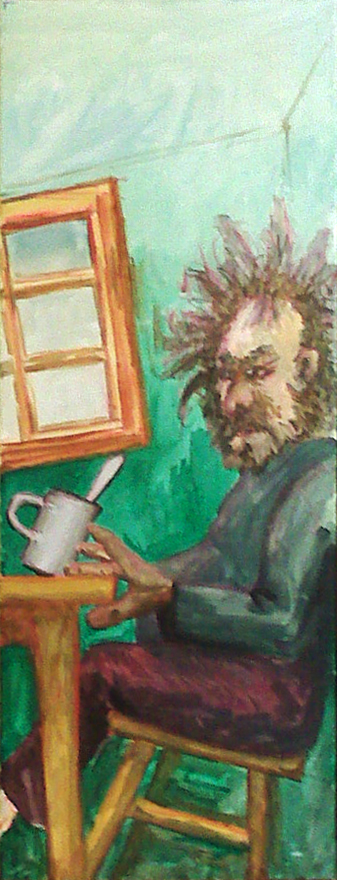
Автопортрет как Неряха-Петер
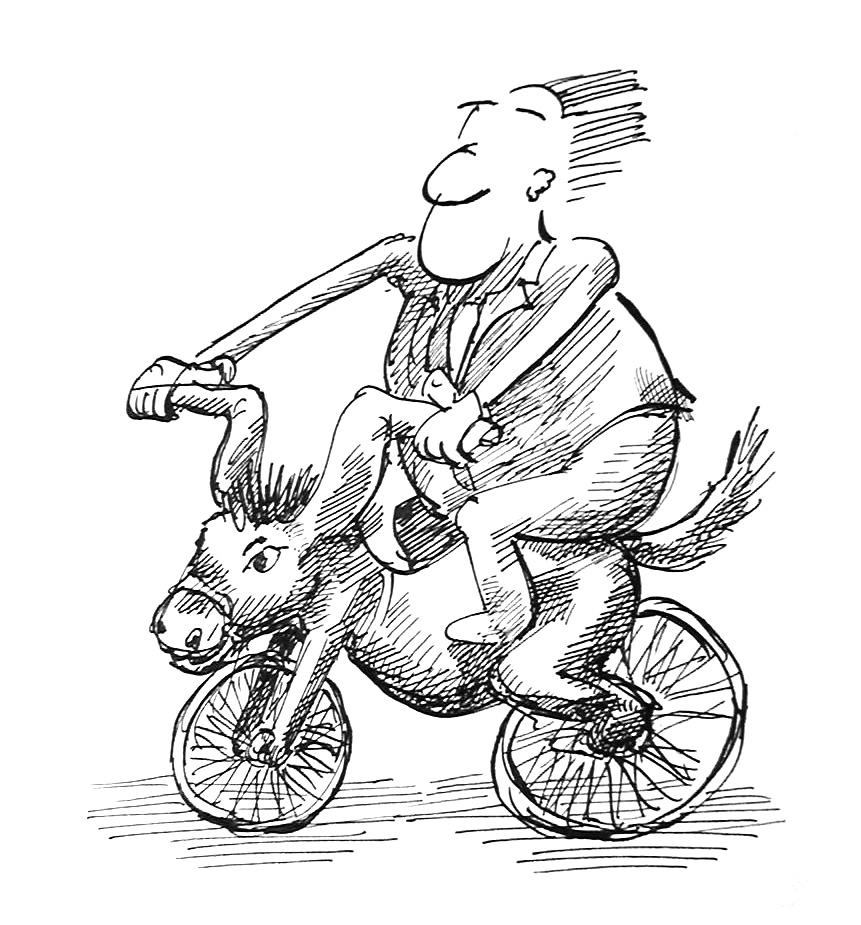
Настоящий велоослик.

## Дополнения
- веб-сайт Peter Trautner
- D.U.C.K.I.V.E.R.S.U.M.

1. ↑  Peter Trautner // Artists of the World (нем.) — Berlin, Boston: Verlag Walter de Gruyter, 2022. — ISSN 2750-6088
2. ↑  Deutsche Nationalbibliothek Record #133164926 // Gemeinsame Normdatei (нем.) — 2012—2016.